# Irinchinbal

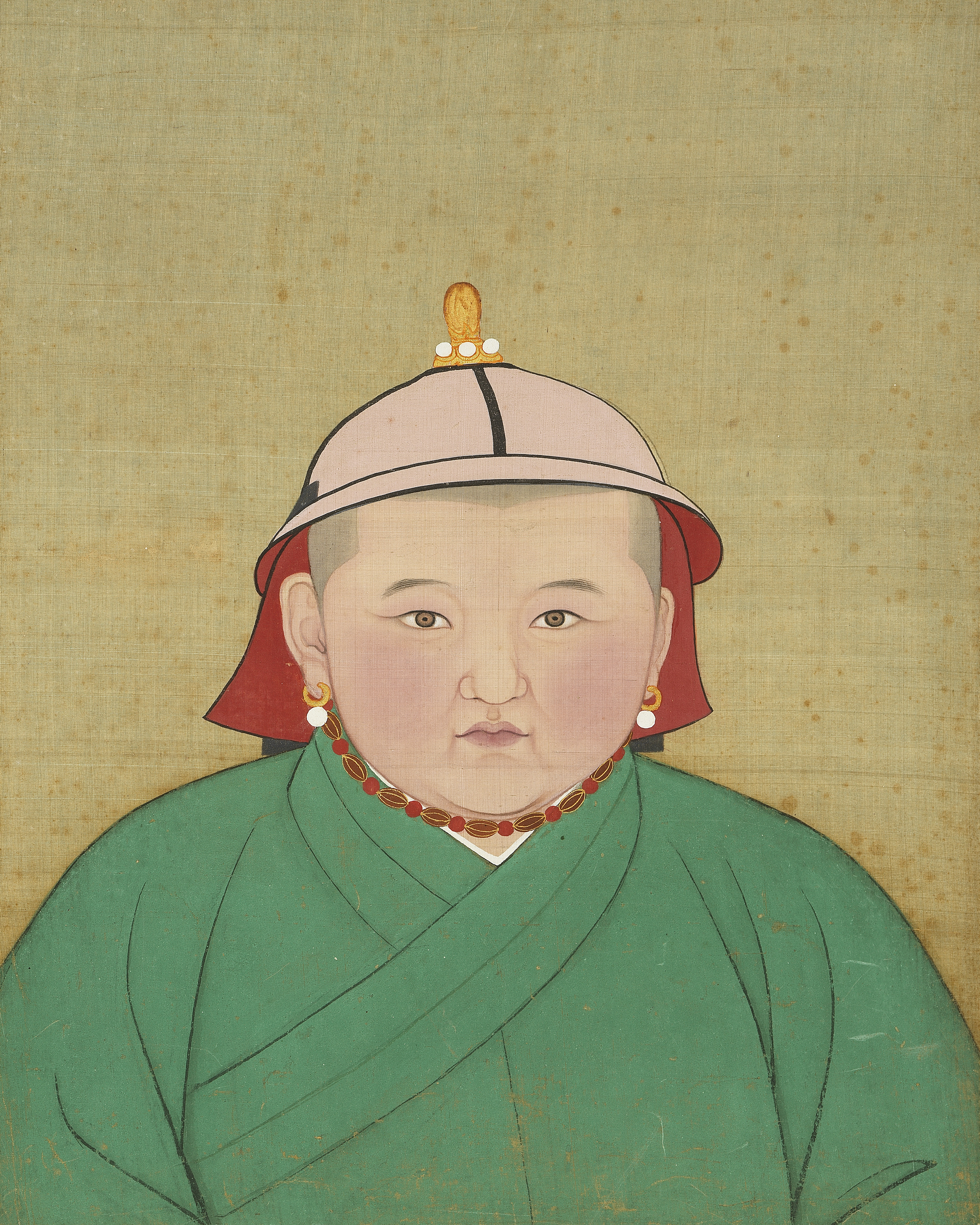
Irinchinbal

Irinchinbal (chin. Bèi'érzhījīn Yìlínzhìbān, 孛兒只斤懿璘質班, mongolisch ᠷᠢᠨᠴᠢᠨᠪᠠᠯ, * 1. Mai 1326; † 14. Dezember 1332 in Peking) war als Sohn Qutugku Khans ein mongolischer Khagan und unter dem Namen Ningzong (寧宗 Níngzōng) Kaiser der Yuan-Dynastie. Er regierte nur wenige Monate im Jahr 1332.

## Leben
Irinchinbal war der zweite Sohn von Qutugku Khan und ein jüngerer (Halb-)Bruder von Toghan Timur. Er wurde von Babusha aus dem Naimanclan geboren, während sein Vater in Zentralasien im Exil verweilte.
Als Qutugku Khan starb, folgte ihm Toqa Timur (reg. 1328/29, 1329–32) auf den Thron und der junge Irinchinbal wurde zum Prinzen von Fu erhoben. Toqa Timur hatte zwar noch einen eigenen Sohn namens El Tegüs, aber als er 1332 starb, entschloss sich seine Witwe Putashali seinen letzten Willen zu respektieren und Irinchibal anstelle des Prinzen El Tegüs als neuen Khagan einzusetzen.
Der De-facto-Regent El Temür unterstützte diese Entscheidung nur zögerlich und stellte sich auch ausdrücklich gegen Qutugku Khans älteren Sohn Toghan Timur, weil dieser ihn verdächtigte, seinen Vater vergiftet zu haben. Da Irinchinbal der Liebling von Toqa Timur war, entschloss sich der Regent El Temür, den Jungen als neuen Khagan zu inthronisieren. Doch nur zwei Monate später starb Irinchinbal überraschend in seinem siebenten Lebensjahr.
Erneut bat der Regent die Kaiserinwitwe Putashali den Prinzen El Tegüs als Nachfolger einzusetzen, was diese jedoch ablehnte. So blieb ihm keine andere Wahl als Toghan Timur aus dem Exil zurückzuholen und als neuen Khan zu begrüßen.